# Petru Iosub
Petru Iosub (ur. 16 czerwca 1961 w Fălticeni) – rumuński wioślarz, złoty medalista olimpijski i brązowy medalista mistrzostw świata.

## Kariera
Wystartował na igrzyskach olimpijskich w Moskwie w 1980, zajmując piąte miejsce w czwórkach bez sternika. Na rozgrywanych cztery lata później igrzyskach olimpijskich w Los Angeles razem z Valerem Tomą zdobył złoty medal w dwójkach bez sternika. W finale o 3,48 sekundy wyprzedzili osadę Hiszpanii, a o 6,42 sekundy pokonali osadę Norwegii. 
Wspólnie z Valerem Tomą, Danielem Voiculescu i Constantinem Airoaie zdobył brązowy medal w czwórkach bez sternika na mistrzostwach świata w Hazewinkel (1985).